# Fijación oral vol. 1
Fijación oral vol. 1 ist das sechste Studioalbum, das fünfte spanischsprachige, der kolumbianischen Popsängering Shakira. Es erschien im Jahr 2005, bildet eine Einheit mit dem nachfolgenden englischsprachigen Album Oral Fixation Vol. 2 und verkaufte sich weltweit rund fünf Millionen Mal.
Der Albumtitel bezieht sich auf den Begriff orale Fixierung aus der Freudschen Psychoanalyse.
Aufnahmen im Rahmen des Projekts fanden in den Jahren Juli 2004 – Februar 2005 statt.

## Veröffentlichung
Das Album wurde erstmals am 3. Juni 2005 in Irland veröffentlicht. Danach folgte am 6. Juni die Veröffentlichung in ganz Europa und am 7. Juni in Nordamerika. Fijación Oral Vol. 1 war das erste Album, das Shakira nach ihrem internationalen Durchbruch 2002 auf den Markt brachte. Außerdem war es ihr erstes spanischsprachiges Album seit 1998.

## Stil
Das Album enthält die übliche Stilmischung Shakiras. Besonders La Tortura enthält Latin-Elemente und wurde dadurch zu einem Sommerhit im Jahr 2005. Daneben gibt es noch Pop-Rock, der an die Musik der 1980er-Jahre erinnert, und Punkrock-Einflüsse. Las De La Intuición ist dagegen stilistisch der Eurodisco-Musik zuzuordnen. Außerdem ähnelt das Lied Obtener Un Si einem französischen Chanson.

## Texte
Eine Besonderheit stellt der Text von Lo Imprescindible dar; er beinhaltet die deutschen Zeilen „Bleib Baby, Bleib Baby/Geh nicht wieder weg“. Zudem beginnt Es tus Pupilas auf Französisch. Abgesehen von diesen beiden Ausnahmen sind die Songtexte jedes Liedes auf dem Album komplett in spanischer Sprache verfasst.

## Titelliste
1. En Tus Pupilas (Shakira, Ochoa) – 4:24
2. La Pared (Shakira, Mendez) – 3:20
3. La Tortura (feat. Alejandro Sanz; Shakira, Sanz, Ochoa) – 3:35
4. Obtener Un Sí (Shakira, Mendez) – 3:21
5. Día Especial (feat. Gustavo Cerati; Shakira, Cerati) – 4:25
6. Escondite Inglés (Shakira) – 3:10
7. No (feat. Gustavo Cerati; Shakira, Cerati) – 4:47
8. Las De La Intuición (Shakira, Ochoa) – 3:42
9. Día De Enero (Shakira) 2:55
10. Lo Imprescindible (Shakira, Mendez) – 3:58
11. La Pared (Akustik-Version; Shakira, Mendez) – 2:41
12. La Tortura (Shaketon Remix, feat. Alejandro Sanz; Shakira, Sanz, Ochoa) – 3:12

## Singleauskopplungen
- April 2005: La Tortura
- Juli 2005: No
- Mai 2006: Dia De Enero

## Kommerzieller Erfolg

### Chartplatzierungen
| ChartsChartplatzierungen       | Höchstplatzierung | Wochen |
| ------------------------------ | ----------------- | ------ |
| Deutschland (GfK)              | 1 (33 Wo.)        | 33     |
| Österreich (Ö3)                | 2 (23 Wo.)        | 23     |
| Schweiz (IFPI)                 | 2 (31 Wo.)        | 31     |
| Spanien (Promusicae)           | 1 (88 Wo.)        | 88     |
| Vereinigte Staaten (Billboard) | 4 (33 Wo.)        | 33     |

| ChartsJahrescharts (2005) | Platzierung |
| ------------------------- | ----------- |
| Deutschland (GfK)         | 13          |
| Österreich (Ö3)           | 23          |
| Schweiz (IFPI)            | 8           |

### Auszeichnungen für Musikverkäufe
| Land/Region               | Auszeichnungen für Musikverkäufe (Land/Region, Auszeichnung, Verkäufe) | Verkäufe  |
| ------------------------- | ---------------------------------------------------------------------- | --------- |
| Argentinien (CAPIF)       | 3× Platin                                                              | 120.000   |
| Belgien (BRMA)            | Gold                                                                   | (25.000)  |
| Brasilien (PMB)           | Gold                                                                   | 50.000    |
| Chile (IFPI)              | Platin                                                                 | 30.000    |
| Deutschland (BVMI)        | 3× Gold                                                                | (300.000) |
| Europa (IFPI)             | Platin                                                                 | 1.000.000 |
| Frankreich (SNEP)         | Gold                                                                   | (100.000) |
| Griechenland (IFPI)       | Gold                                                                   | (10.000)  |
| Kolumbien (ASINCOL)       | 3× Platin                                                              | 60.000    |
| Mexiko (AMPROFON)         | Diamant · + Platin                                                     | 600.000   |
| Österreich (IFPI)         | Platin                                                                 | (30.000)  |
| Portugal (AFP)            | Gold                                                                   | (10.000)  |
| Russland (NFPF)           | Platin                                                                 | (20.000)  |
| Schweiz (IFPI)            | Platin                                                                 | (40.000)  |
| Spanien (Promusicae)      | 3× Platin                                                              | (300.000) |
| Ungarn (MAHASZ)           | Platin                                                                 | (10.000)  |
| Venezuela (APFV)          | Platin                                                                 | 34.613    |
| Vereinigte Staaten (RIAA) | Platin (Standard) · + 25× Platin (Latin)                               | 1.019.000 |
| Insgesamt                 | 6× Gold · 20× Platin · 2× Diamant ·                                    | 2.913.613 |

Hauptartikel: Shakira/Auszeichnungen für Musikverkäufe